# Kikki Danielsson
Kikki Danielsson (Visseltofta, 10. svibnja 1952.) je švedska pjevačica popa, countrya i zabavne glazbe. Godine 1982. je na Pjesmi Eurovizije bila predstavnica Švedske kao članica sastava Chips. Svira harmoniku, a u nekim izvedbama i jodla. Za svoje pjesme katkada sama piše i tekstove. Kao country-pjevačica je tijekom 1980-ih bila popularna i u Americi.

## Diskografija (izbor)
- Rock'n Yodel (1979.)
- Just Like a Woman (Baš kao žena), (1981.)
- Kikki (1982.)
- Varför är kärleken röd? (Zašto je ljubav crvena?), (1983.)
- Singles Bar (Bar za samce), (1983.)
- Midnight Sunshine (Ponoćno sunce), (1984.)
- Kikkis 15 bästa låtar (Kikkinih 15 najboljih pjesama), (1984.)
- Bra vibrationer (Dobre vibracije), (1985.)
- Papaya Coconut  (Kokos od papaje), (1986.)
- På begäran (Na zahtjev), (1986.)
- Min barndoms jular (Božići moga djetinjstva), (1987.)
- Canzone d'Amore (Pjesma ljubavi), (1989.)
- Vägen hem till dej (Put do tvoga doma), (1991.)
- Jag ska aldrig lämna dig (Nikada te neću napustiti), (1993.)
- 100 % Kikki (2001.)
- Fri – En samling (Slobodna - Kompilacija), (2001.)
- Nu är det advent (Sada je advent), (2001.)
- I dag & i morgon (Danas i sutra), (2006.)
- Kikkis bästa (Najbolje od Kikki), (2008.)
- Första dagen på resten av mitt liv (Prvi dan ostatka mog života), (2011.)
- Postcard from a Painted Lady, (2015.)
- Christmas Card from a Painted Lady, (2016.)
- Portrait of a Painted Lady, (2017.)

## Vanjske poveznice

### Sestrinski projekti
|  | Zajednički poslužitelj ima još gradiva o temi Kikki Danielsson |

### Mrežna sjedišta
- Kikki Danielsson – službene stranice (šved.)
- Discogs.com – Kikki Danielsson (diskografija)
- Allmusic.com – Kikki Danielsson (diskografija)